# Funky
Funky ist ein Lied der deutschen Girlgroup Tic Tac Toe aus dem Jahr 1996.

## Entstehung und Veröffentlichung
Geschrieben wurde das Lied von den drei Tic-Tac-Toe-Mitgliedern Marlene Tackenberg, Ricarda Wältken und Liane Wiegelmann, zusammen mit den Koautoren Torsten Börger und Claudia Wohlfromm. Börger zeichnete zudem für die Produktion verantwortlich.
Die Erstveröffentlichung von Funky erfolgte als Single am 25. März 1996 bei RCA Records. Diese erschien als 12″-Maxi-Single mit vier verschiedenen Versionen des Liedes (Katalognummer: 74321 35489 1) sowie als CD-Maxi-Single mit drei verschiedenen Versionen des Liedes sowie dem Titel Ruhrpottniggaz als B-Seite (Katalognummer: 74321 35489 2). Am 15. April 1996 erschien das Lied als Teil von Tic Tac Toes selbstbetitelten Debütalbum (Katalognummer: 74321 31375 2), dessen zweite Singleauskopplung es ist.

## Inhalt
„Und jetzt sitz’ ich auf seinem Schoß.

Und kleine Träume werden groß.

Ich fühl mich funky. (Au, au, au)

Ich sitz’ auf seinem Schoß.

Ein kleiner Traum wird riesengroß.“

## Chartplatzierungen
| ChartsChartplatzierungen | Höchstplatzierung | Wochen |
| ------------------------ | ----------------- | ------ |
| Deutschland (GfK)        | 14 (17 Wo.)       | 17     |
| Österreich (Ö3)          | 13 (12 Wo.)       | 12     |
| Schweiz (IFPI)           | 9 (15 Wo.)        | 15     |

| ChartsJahrescharts (1996) | Platzierung |
| ------------------------- | ----------- |
| Deutschland (GfK)         | 88          |
| Schweiz (IFPI)            | 47          |